# Acquario di Toba
L'Acquario di Toba (鳥羽水族館?, Toba-suizokukan) è un acquario pubblico, che si trova a Toba, Mie, in Giappone. L'acquario ospita 12 zone che riproducono ambienti naturali e che ospitano circa 25.000 individui di 1.000 specie diverse.
Gli ospiti sono liberi di visitare le diverse zone dell'acquario nel modo che preferiscono, poiché non esiste un percorso fisso. La lunghezza totale del percorso è di circa 1,5 chilometri.

## Storia
L'Acquario di Toba è stato inaugurato nel maggio 1955. È stato fondato da Haruaki Nakamura (中村幸昭?, Nakamura Haruaki), ora presidente onorario. Da allora è stato visitato da più di 50 milioni di persone, rendendolo uno dei luoghi più visitati in Giappone.
L'acquario ospita ricerche accademiche in qualità di centro per l'educazione degli adulti in collaborazione con il Ministero della Pubblica Istruzione, Cultura, Sport, Scienza e Tecnologia che riconosce ufficialmente l'Acquario di Toba come museo. L'Acquario di Toba si occupa anche della salvaguardia e dell'allevamento di rare creature marine in pericolo di estinzione. Notevoli casi di allevamento comprendono la nascita di una neofocena, la nascita di una lontra di mare di seconda generazione per la prima volta in Giappone e l'allevamento di dugonghi.

## Strutture

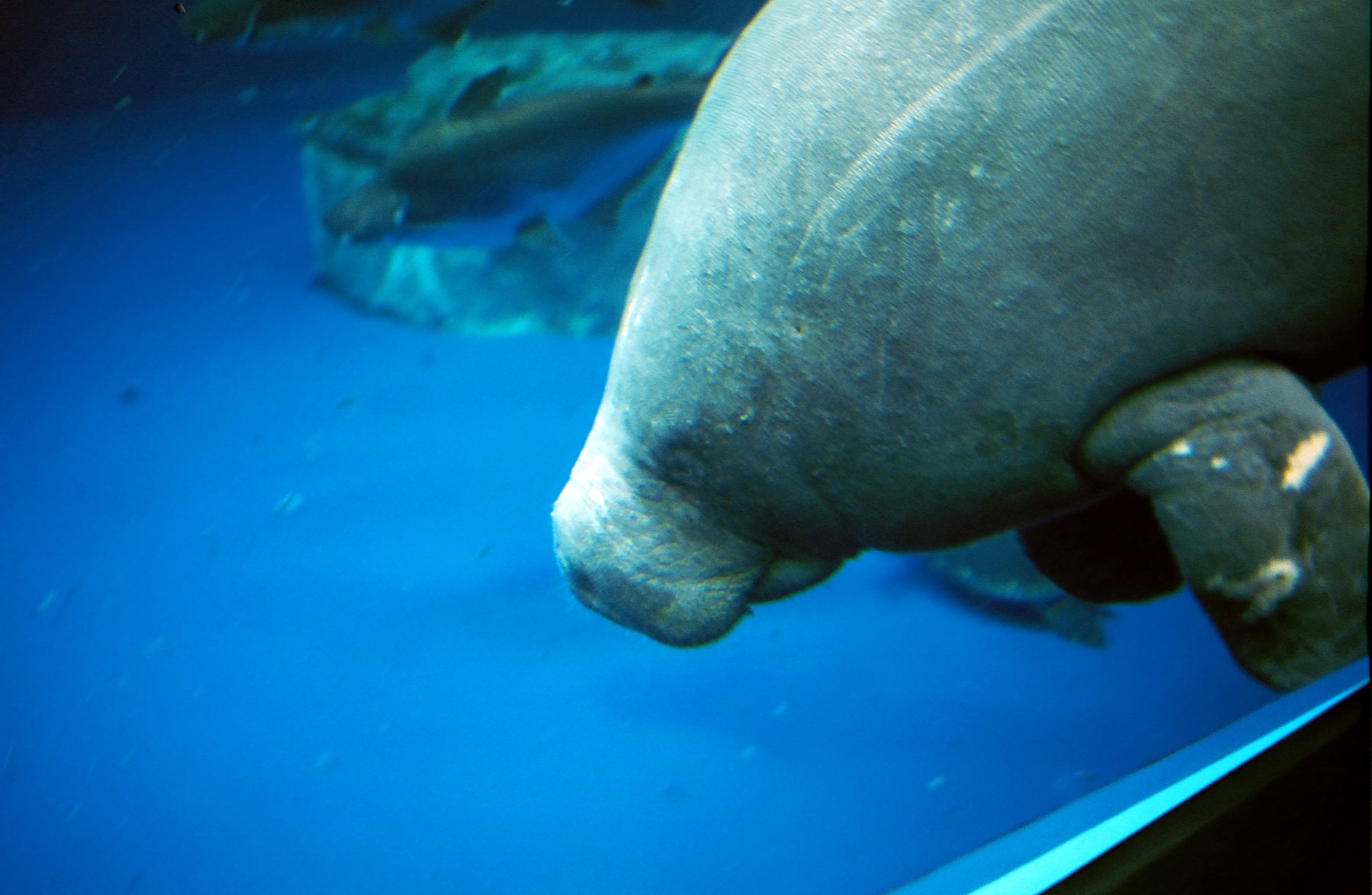
Lamantino africano o Manato africano (Trichechus senegalensis)

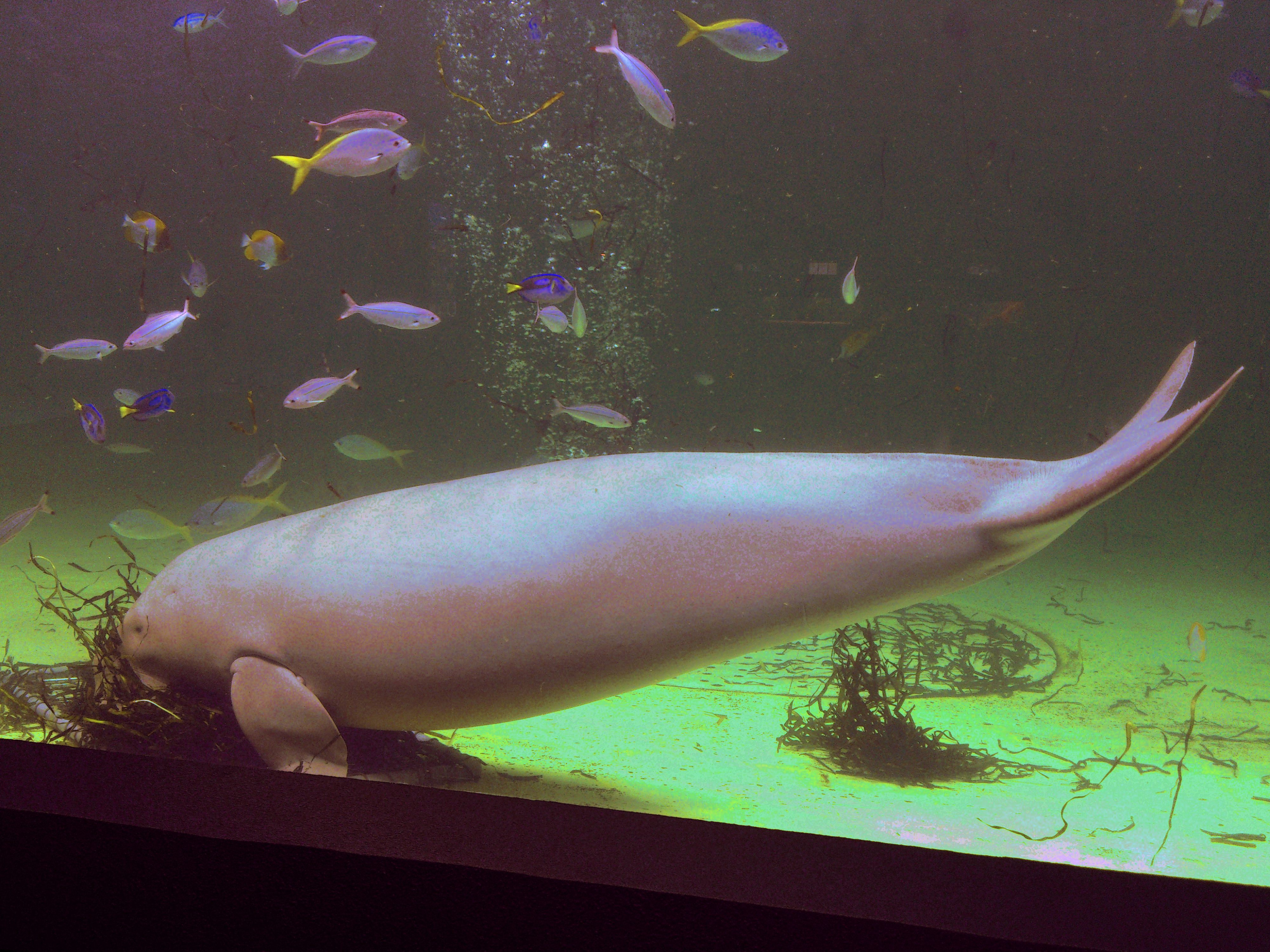
Il dugongo dell'acquario Toba. Il suo nome è "Serena".

L'acquario è diviso in 12 zone principali.
- Performance Stadium: con uno spettacolo di leoni marini.
- Kingdom of Sea Animals: protezione e riproduzione di mammiferi marini come foche, foche senza orecchie, ecc.
- Sea of Mermaid: con una mostra di Dugongo.
- Ancient Sea: una mostra che mostra fossili viventi come il Tachypleus tridentatus, nautilus, pesci polmonati o Dipnoi e così via. C'è anche una mostra di immagini di Coelacanthiformes.
- Coral Reef Diving: lo staff alleva pesci tropicali, tartarughe marine e coralli.
- Sea of Ise-Shima, Japanese Sea: una mostra con creature che vivono nella baia di Ise o nelle acque vicine giapponesi come focene senza deriva, granchi e murene.
- Rivers in Japan: creature che vivono nei fiumi del Giappone come il salmone giapponese.
- Jungle World: creature che vivono nel Rio delle Amazzoni e nella giungla del suo bacino. Ad esempio, lamantini e Arapaima sono compresi.
- Sea of Polar Regions: lontre marine, delfini di Commerson e sigilli del Baikal.
- Corridor of water: sono esposti i pinguini di Humboldt, le lontre dalle piccole unghie orientali, le lontre lisce, i trichechi, i pellicani e altri animali.
- Crayfish Corner: sono esposte specie di gamberi.
- Sala espositiva speciale.

## Accesso
Ferrovia
Vicino a Ferrovie Kintetsu Shima Line, Stazione Nakanogo
- Nelle pubblicità, la stazione più vicina viene annunciata come la Toba Station, perché alla Nakanogo Station non ferma la Limited Express.

Ferry boat
Vicino al Ise-wan Ferry del Porto di Toba.
Auto
Parcheggio "Aqua parking" del tipo "paga quanto stai"  si trova vicino all'acquario Toba, con una capienza di 400 auto.